# ゲオルゲ・グロザフ
ゲオルゲ・"Gicu"・テオドル・グロザフ（Gheorghe "Gicu" Teodor Grozav ルーマニア語発音: [ˈɡe̯orɡe teˈodor groˈzav]、1990年9月29日 - ）は、ルーマニア・アルバ・ユリア出身のサッカー選手。MTKブダペスト所属。ポジションはフォワード。ルーマニア代表。

## 私生活
元サッカー選手であり、指導者でもあるコルネル・ツァルナルは叔父にあたる。

## タイトル
ウニレア・アルバ・ユリア
- リーガII: 2008-09

スタンダール・リエージュ
- ベルギーカップ: 2010-11

ペトロルル・プロイェシュティ
- クパ・ロムニエイ: 2012-13
- スーペルクパ・ロムニエイ: 準優勝 2013